# TAG-Getriebe

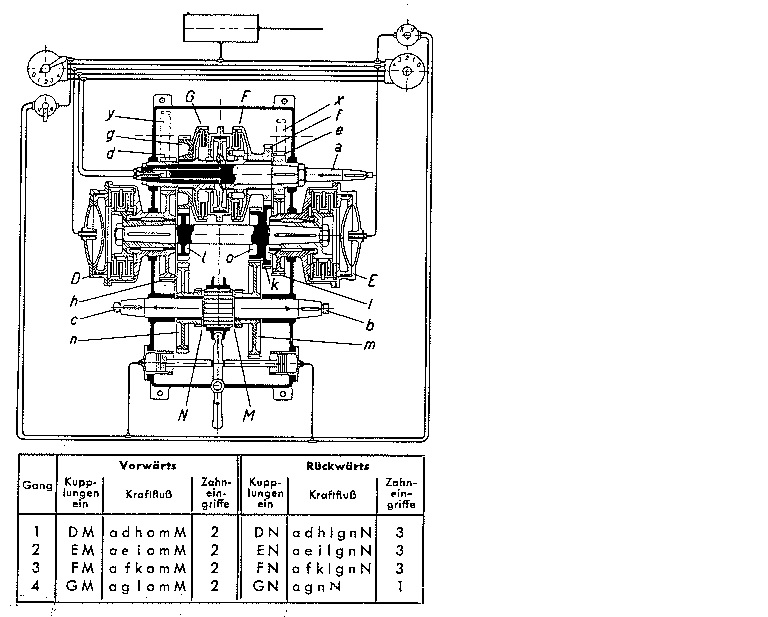
Prinzipskizze des TAG-Getriebe, Quelle Werbesprospekt der Triebwagen-AG

Das TAG-Getriebe war ein kompaktes halbautomatisches mechanisches Schaltgetriebe, welches bei leichten zweiachsigen Verbrennungstriebwagen verwendet wurde. Entwickelt wurde es von der Triebwagen AG. Es kann als Vorgänger des bekannteren Mylius-Getriebes bezeichnet werden. 
Seinen Ursprung hatte es aufbauend auf den Getrieben der ersten dieselmechanischen Triebwagen aus der Zeit um 1926. Diese Schaltgetriebe wurde vom Motor über ein Kegelradpaar angetrieben. Die Getriebe bestanden aus zwei Wellen, bei denen die Zahnradpaare mit den einzelnen Übersetzungsstufen parallel zur Fahrzeugachse angeordnet war. Die Kraftübertragung wurde durch Klauenkupplungen vorgenommen, von denen immer nur eine die entsprechende Gangwahl ermöglichte. Diese Kraftübertragung war besonders bei geländegängigen Fahrzeugen im Automobilbau mit dem FAKS-Getriebe, hinreichend erprobte Praxis. Im Unterschied zum Automobilbau musste bei der Eisenbahn die Steuerung der Klauen fernbedient ausgeführt werden. Außerdem erwies sich die Lagerung des Getriebes bei dem ungefedert auf der Achse lagernden Getriebe bei Schienenstößen als unvorteilhaft.
Einen zweiten Vorläufer des TAG-Getriebe waren die durch Zahnradverschiebung zu schaltenden mechanischen Getriebe der DWK-Triebwagen, bei denen die Schaltung sehr viel Fingerspitzengefühl des Triebwagenbedieners verlangte, und mit denen keine automatische Steuerung bei Mehrfachtraktion möglich war.
Das TAG-Getriebe war mit dem Dieselmotor des Fahrzeuges über eine doppelte Gummigewebescheibenkupplung verbunden. Die Zahnradpaare für die vier Endgeschwindigkeiten 12,3 km/h / 23,4 km/h / 46,3 km/h / 71,6 km/h waren ständig im Eingriff. Im Unterschied zu den ersten Triebwagengetrieben war das Wendegetriebe im Getriebeblock integriert und dem Schaltgetriebe nachgeordnet. Das Getriebe war mit dem Motor auf einem separaten Tragrahmen verbunden. Die Übertragung auf die Antriebsachsen wurde durch eine Gelenkwelle über das Achsgetriebe vorgenommen. Im Unterschied zum Mylius-Getriebe wurde jede Klaue, die als Reibkupplung ausgeführt war, von einem Pneumatikzylinder geschaltet. Dem Schaltzylinder des ersten Ganges war ein Drosselventil vorgeschaltet, um ein weiches Einrücken beim Anfahren zu erreichen. Diese Art der Gangschaltung war betriebssicher, brachte jedoch das Gewicht von 950 kg für das gesamte Getriebe mit sich, weshalb das Mylius-Getriebe im Endeffekt vorteilhafter war. Bei der letzten Ausführung des Getriebes wurde ein Schaltzylinder eingespart. Die Klauenschaltung wurde wechselseitig zwischen 3. und 4. Gang von einem Pneumatikzylinder durchgeführt.
Drei Fahrzeuge, die werksseitig mit dem TAG-Getriebe ausgerüstet waren, sind bis heute erhalten geblieben. Es sind der VT 135 054 im Traditionsbetriebswerk Staßfurt, der T 3 der Museumseisenbahn Minden und der DEW 10 / 718 Regensburg der Dampfbahn Fränkische Schweiz.